# María Ana Mogas Fontcuberta
María Ana Mogas Fontcuberta (Corró d'Avall, 13 gennaio 1827 – Fuencarral, 3 luglio 1886) è stata una religiosa spagnola, fondatrice della congregazione delle Francescane Missionarie della Madre del Divin Pastore. È stata beatificata da papa Giovanni Paolo II nel 1996.

## Biografia
Nata da una famiglia di condizioni agiate, dopo la morte dei genitori si trasferì da una zia a Barcellona.
Nel 1850 fuggì di casa e si unì a un gruppo di cappuccine costrette ad abbandonare il loro monastero a causa della politica ecclesiastica dei governi spagnoli del tempo: sotto la direzione di Josep Tous Soler, le donne diedero inizio alla congregazione delle suore Cappuccine della Madre del Divin Pastore.
La Mogas Fontcuberta fu la prima superiora generale della congregazione.
Nel 1868 si trasferì con alcune sue suore a Madrid per assumere la direzione di un asilo: per dare un'organizzazione più stabile al suo istituto, la Mogas Fontcuberta si pose sotto la direzione dell'arcivescovo di Toledo, il minore osservante Cirilo de Alameda y Brea, che fece mutare il loro abito e il loro nome.
Le suore rimaste in Catalogna non accettarono la nuova situazione e non riconobbero più María Ana Mogas Fontcuberta come superiora.
La Mogas Fontcuberta morì a Fuencarral nel 1886.

## Il culto
La causa di canonizzazione fu introdotta l'11 giugno 1977; il 15 dicembre 1994 papa Giovanni Paolo II ha proclamato l'eroicità delle sue virtù riconoscendole il titolo di venerabile.
È stata beatificata in Piazza San Pietro a Roma il 6 ottobre 1996.